# Долгое (Быховский район)
До́лгое (бел. Доўгае) — деревня в составе Обидовичского сельсовета Быховского района Могилёвской области Республики Беларусь. В апреле 2023 деревню покинул последний человек, он уехал в Могилев. Юридически деревня прекратила свое существование,а ее адрес больше недействителен

## Население
- 2010 год — 3 человека
- 2023 год - 0 человек